# Rubus lambertianus
Espèce
Rubus lambertianus est une espèce de plantes à fleurs de la famille des Rosacées.
C'est une plante ligneuse que l'on trouve dans le sud de la Chine, à Taïwan, au Japon et en Thaïlande.
On trouve les ellagitanins lambertianine A, B, C et D, des composés comportant le motif de l'acide sanguisorbique dans leur structure, dans Rubus lambertianus. 